# Новое Сихино
Новое Сихино — деревня в Пестовском муниципальном районе Новгородской области. Входит в состав Богословского сельского поселения. Население по всероссийской переписи населения 2010 года — 5 человек (трое мужчин и две женщины)
Площадь территории деревни — 7 га. Новое Сихино расположено между левым берегом реки Кирвы и железнодорожными путями линии Санкт-Петербург — Мга — Хвойная — Пестово — Овинище — Сонково — Савёлово (Кимры) — Москва (Москва Савёл.), на высоте 155 м над уровнем моря, в 1 км с юго-востока от посёлка при станции Абросово и деревни Старое Сихино.

## История
В списке населённых мест Устюженского уезда Новгородской губернии за 1909 год деревня Новое Сихино указана как относящаяся к Кирво-Климовской волости (2-го стана, 2-го земельного участка). Население деревни Новое Сихино, что была тогда на земле Назарьинского сельского общества — 67 жителей: мужчин — 37, женщин — 30, число жилых строений — 24, имелся хлебозапасный магазин. Затем с 10 июня 1918 года до 31 июля 1927 года в составе Устюженского уезда Череповецкой губернии, затем в составе Старосихинского сельсовета Пестовского района Череповецкого округа Ленинградской области. С ноября 1928 года Старосихинский сельсовет был присоединён к Осиповскому сельсовету, и деревня в составе Осиповского сельсовета с центром в деревне Осипово. По постановлению ЦИК и СНК СССР от 23 июля 1930 года Череповецкий округ был упразднён, а район перешёл в прямое подчинение Леноблисполкому. По Указу Президиума Верховного Совета СССР от 5 июля 1944 года Пестовский район был передан из Ленинградской области во вновь образованную Новгородскую область. Решением Новгородского облисполкома № 108 от 9 марта 1971 года центр Осиповского сельсовета был перенесён из деревни Осипово в посёлок при станции Абросово и деревня стала относится к Абросовскому сельсовету.
С принятием закона от 6 июля 1991 года «О местном самоуправлении в РСФСР» была образована Администрация Абросовского сельсовета (Абросовская сельская администрация), затем Указом Президента РФ № 1617 от 9 октября 1993 года «О реформе представительных органов власти и органов местного самоуправления в Российской Федерации» деятельность Абросовского сельского Совета была досрочно прекращена, а его полномочия переданы Администрации Абросовского сельсовета. По результатам муниципальной реформы, с 2005 года деревня входит в состав муниципального образования — Богословское сельское поселение Пестовского муниципального района (местное самоуправление), по административно-территориальному устройству подчинена администрации Богословского сельского поселения Пестовского района. Богословское сельское поселение с административным центром в деревне Богослово было создано путём объединения территории трёх сельских администраций: Богословской, Абросовской, Брякуновской. В 2012 году Новгородская областная дума (постановлением № 50-5 ОД от 25.01.2012) постановила уведомить Правительство Российской Федерации об упразднении в числе прочих Абросовского сельсовета Пестовского района.